# باولو روبرتو كورتيس كوستا
باولو روبرتو كورتيس كوستا (بالبرتغالية: Paulo Roberto Curtis Costa‏) (27 يناير 1963 بفياماو في البرازيل - ) هو لاعب كرة قدم برازيلي في مركز الدفاع. شارك مع منتخب البرازيل تحت 20 سنة لكرة القدم ومنتخب البرازيل لكرة القدم. أما مع النوادي، فقد لعب مع أتلتيكو مينييرو وبوتافوغو ريغاتاس وسيرو بورتينيو وغريميو بورتو أليغرينزي ونادي سانتوس ونادي ساو باولو ونادي فاسكو دا غاما ونادي فلومينينسي ونادي كروزيرو ونادي كورينثيانز.

## وصلات خارجية
- باولو روبرتو كورتيس كوستا على موقع الاتحاد الدولي (مؤرشف)  (الإنجليزية)
- باولو روبرتو كورتيس كوستا على موقع ناشيونال فوتبول تيمز (الإنجليزية)